# الاحتلال الإسرائيلي لجنوب لبنان

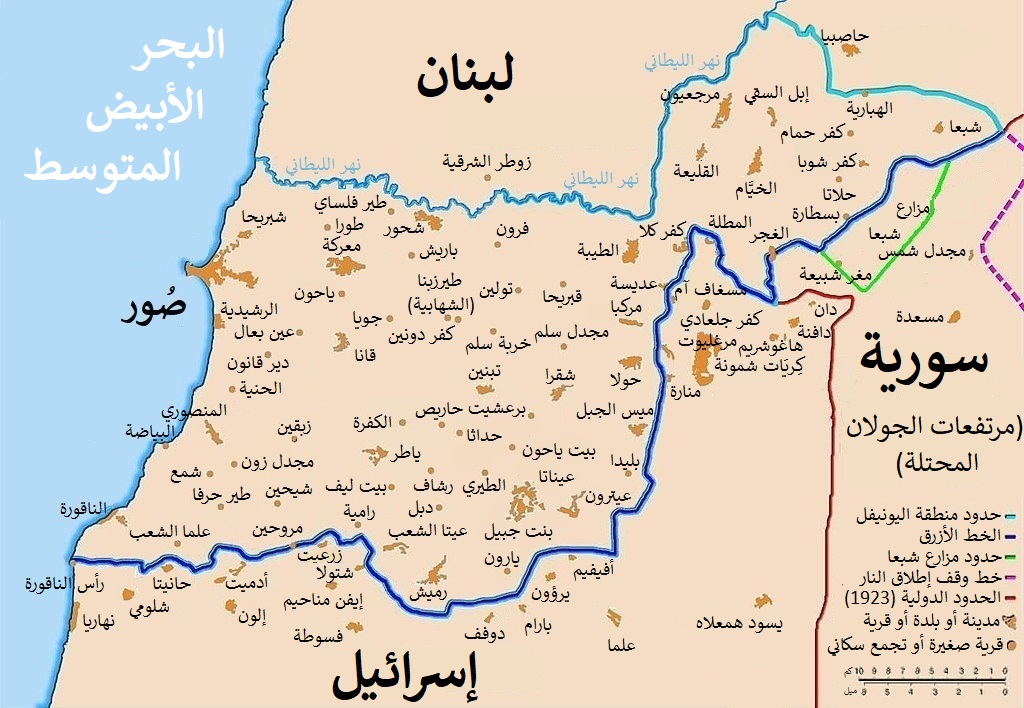
خريطة لجنوب لبنان توضح الخط الأزرق ومنطقة اليونيفيل ونهر الليطاني (2006).

جاء الاحتلال الإسرائيلي لجنوب لبنان بعد أن غزَت إسرائيل لبنان خلال حرب لبنان عام 1982، واحتفظَت بعد ذلك بقواتها لدعم جيش لبنان الجنوبي في جنوب لبنان.
حيث خلقَت فتنة طائفية مسيحية. في عام 1982، استولت قوات الدفاع الإسرائيلية والميليشيات المسيحية التابعة لجيش لبنان الحر على أجزاء كبيرة من لبنان، بما في ذلك العاصمة بيروت، وسط أعمال عدائية وعنيفة شديدة ضد المدنيين خلال الحرب الأهلية اللبنانية الأوسع. تلا ذلك انسحاب تدريجي لإسرائيل من بعض المناطق المحتلة بين عامي 1983 و1985، لكنها أبقَت سيطرةً جزئيةً على المنطقة الحدودية المعروفة باسم الحزام الأمني لجنوب لبنان، بالتنسيق في البداية مع ما أطلقَت عليه دولة لبنان الحرة التي نصبت نفسها بنفسها دولة رسمية، والتي تخلَت عن سلطتها على المنطاق الحدودية الجنوبية اللبنانية لإسرائيل. بالرغم من أن دولة لبنان الحرة حظيَت بدعم أمريكي واعتراف إسرائيلي إلا أنها سقطَت في عام 1984، تلاه الجيش اللبناني الجنوبي (الذي سُمي في البداية جيش لبنان الحر)، في عام 2000.
خلال فترة بقاء إسرائيل في الحزام الأمني، شغل الجيش الإسرائيلي عدة مواقع ودعم جيش لبنان الجنوبي. من خلال جيش لبنان الجنوبي تحكمَت إسرائيل على الحياة اليومية في المنطقة الأمنية، في البداية كقوة رسمية لدولة لبنان الحر ثم كميليشيا حليفة. والجدير بالذكر أن جيش لبنان الجنوبي سيطر على سجن الخيام. بالإضافة إلى ذلك، تم نشر قوات الأمم المتحدة وقوات الأمم المتحدة المؤقتة في لبنان (اليونيفيل) في الحزام الأمني (منذ نهاية عملية الليطاني في عام 1978).

## القوات العسكرية
كان جيش لبنان الجنوبي مليشيا مسيحية لبنانية خلال الحرب الأهلية اللبنانية وما بعدها، حتى تم حلها في عام 2000. وكان يطلق عليه في الأصل جيش لبنان الحر، حتى انشق عن الأخير. بعد عام 1979 ، عملت الميليشيا في جنوب لبنان تحت سلطة حكومة سعد حداد في دولة لبنان الحر. كانت مدعومة من قِبَل إسرائيل، وأصبحت حليفها الأساسي في لبنان خلال نزاع جنوب لبنان (1985-2000) لمحاربة حزب الله.

## التركيبة السكانية
كان عرض الشريط التي سيطرَت عليه إسرائيل بضعة كيلومترات، وكان يُشكل حوالي 10٪ من إجمالي الأراضي اللبنانية، حيث يبلغ عدد السكان حوالي 150 ألف شخص يعيشون في 67 قرية وبلدة مكونة من الشيعة والموارنة والدروز (يعيش معظمهم في بلدة حاصبيا). وفي المنطقة الوسطى من القطاع كانت بلدة مرجعيون المارونية، وهي عاصمة الحزام الأمني.

## طالِع أيضًا
- حرب جنوب لبنان 1978